# Yasser Abd Rabbo
 (octobre 2015).
Si vous disposez d'ouvrages ou d'articles de référence ou si vous connaissez des sites web de qualité traitant du thème abordé ici, merci de compléter l'article en donnant les références utiles à sa vérifiabilité et en les liant à la section « Notes et références ».
Yasser Abd Rabbo (ياسر عبد ربه) (surnommé également Abou Bachar ابو بشار), né à Jaffa en 1944, est un homme politique palestinien et ancien membre du comité exécutif de l'OLP. Il a occupé le poste de ministre de l'Information et de la Culture, et le poste de ministre du Cabinet dans le gouvernement de Mahmoud Abbas.

## Biographie

### Jeunesse
Yasser Abd Rabbo commence sa carrière politique en adhérant au Mouvement nationaliste arabe, un mouvement panarabe, socialiste et nationaliste. À la transformation de la branche palestinienne du MNA en Front populaire de libération de la Palestine, il devient l'un des leaders du mouvement. En 1969, le FPLP connait une scission mené par Nayef Hawatmeh qui crée le Front démocratique pour la libération de la Palestine (FDLP), dont Abd Rabbo sera l'un des principaux dirigeants.

### Scission FDLP/FIDA
Durant les années 1980, Abd Rabbo se rapproche du chef de l'OLP, Yasser Arafat. Il soutient Yasser Arafat dans ses négociations avec l'État d'Israël pour la création d'un État palestinien. Cette attitude a amené à une scission au sein du FDLP, Abd Rabbo soutenu par Arafat devient représentant d'une branche du FDLP, qui deviendra par la suite l'Union démocratique palestinienne (UDP). Soutenant les négociations entre l'OLP et Israël, il entre en conflit avec le leader historique du mouvement, Nayef Hawatmeh, vivant en Syrie, qui s'oppose aux négociations de paix.
À la tête de l'UDP, Rabbo renonce à l'idéologie marxiste-léniniste de l'ancien parti, ainsi qu'à la lutte armée contre Israël.
Devenu représentant de son parti au comité de direction de l'OLP, il entre en conflit avec Arafat en 1993 après qu'il a appris que celui-ci entamait des négociations parallèles secrètes avec le gouvernement israélien qui ont mené par la suite aux accords d'Oslo.

### L'après Oslo
Après la signature des accords d'Oslo, Israël autorise Abed Rabbo à revenir vivre en Cisjordanie. Membre de plusieurs gouvernements palestiniens, il a servi dans plusieurs délégations diplomatiques palestiniennes pendant les négociations de Camp David en 2000. Il a également travaillé à plusieurs initiatives officieuses de paix, comme l'entente de 2003 de Genève qui a reçu la bénédiction d'Arafat. Ses condamnations des attentats suicides pendant la seconde Intifada lui ont largement donné l'image d'un homme politique palestinien modéré.
En 2002, à la suite de conflits internes au sein de l'UDP, il démissionne et quitte le parti. Aujourd'hui, il reste membre du comité de direction de l'OLP.